# Rabarber (film)
Rabarber is een Nederlandse televisiefilm uit 2014. De film won een International Emmy Kids Award.

## Verhaal
De 12-jarigen Siem en Winnie komen uit gebroken gezinnen. Zijn vader en haar moeder worden verliefd op elkaar en ze gaan al snel samenwonen. Als de spanningen in de relatie toenemen vrezen de kinderen een nieuwe scheiding. Om dat te voorkomen besluiten ze een instructievideo voor hun ouders te maken die tips zou moeten geven voor een goede relatie. Al doende ontdekken Siem en Winnie de gevoelens voor elkaar en de problemen die dat oplevert.

## Rolverdeling
- Thor Braun als Siem
- Nina Wyss als Winnie
- Korneel Evers als Rik, Siems vader
- Fockeline Ouwerkerk als Tosca, Winnies moeder
- Guus Dam als Opa
- Marcus Antonius als Milko
- Myrthe Lub als Marith
- Jolijt Lub als Mette
- Monk Dagelet als Gio
- Sytske van der Ster als Margreet
- Ilse Hues als Eva
- Tanneke Hartzuiker als Wilma
- Tibor Lukács als Romeo
- Genio de Groot als Citroen
- Jappe Claes als Koest
- Mijs Heesen als bibliothecaresse
- Pepijn van Hulst als bruidegom
- Perry van Dorst als verkoper